# Étoile de fer
Ne doit pas être confondu avec sphère de Dyson.

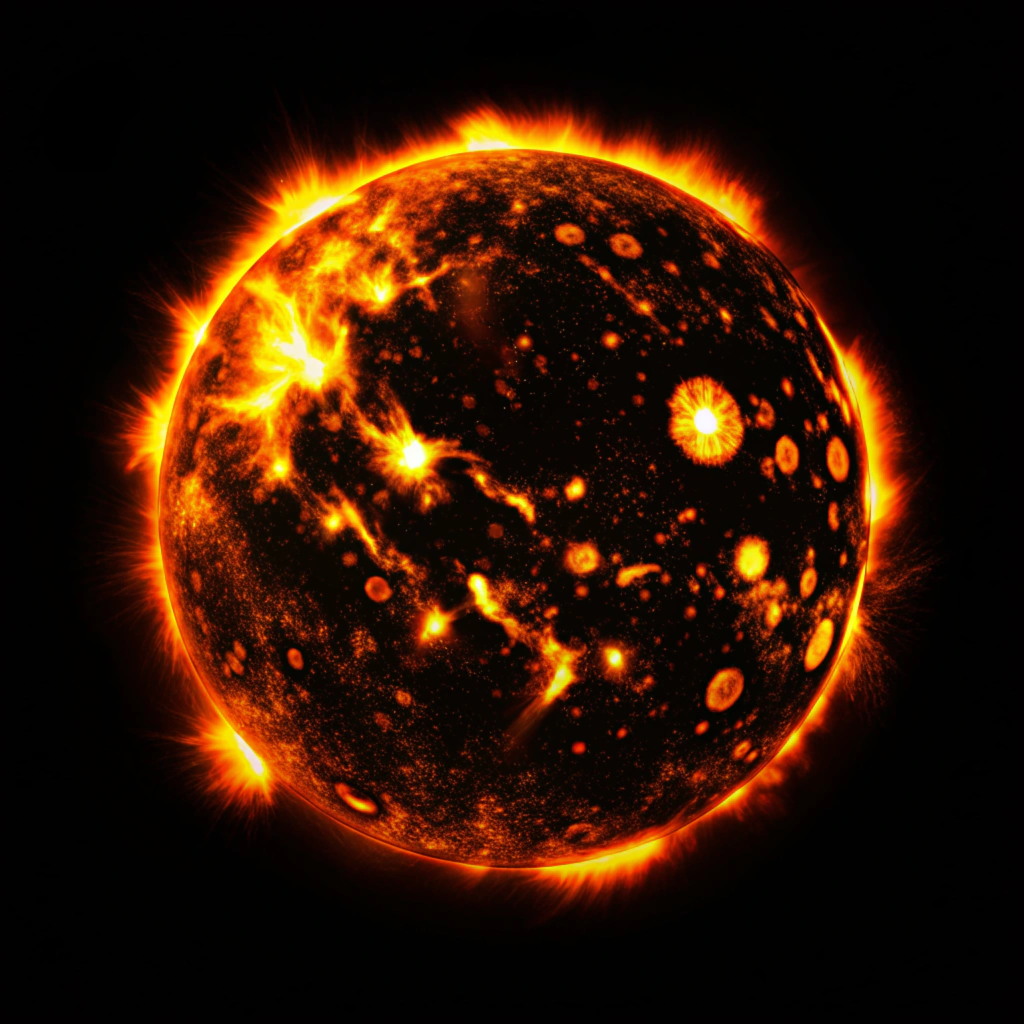
Vue d'artiste d'une étoile de fer

Une étoile de fer désigne un type hypothétique d'étoile qui se produirait dans un univers fini de Friedmann âgé de 101 500 ans. Décrite par Freeman Dyson, l'étoile résulterait d'une continuelle et extrêmement lente fusion nucléaire engendrée par effet tunnel, dite « fusion pycnonucléaire », ramenant tous les atomes à du fer 56. Cette possibilité implique que le proton ne se désintègre pas, ou tout du moins qu'il a une demi-vie bien supérieure au temps de formation de ces astres. 

Ce stade est le devenir hypothétique des étoiles qui seront devenues des naines noires (après avoir été des naines blanches) formées de divers éléments synthétisés durant leur séquence principale, comme l'hélium ou bien le carbone, l'oxygène ou le néon. Éléments qui auront fusionné très lentement à basse température, à la densité de la matière électronique dégénérée.

## Évolution postérieure
D'ici 101026 à 101076 ans, il a été calculé (si le proton est toujours quasi-stable à ces échelles de temps) que les étoiles de fer se transformeront peu à peu en étoiles à neutrons si elles dépasseront la limite de Chandrasekhar soit 1,44 masses solaires, ou en trous noirs si elles dépasseront la limite d'Oppenheimer-Volkoff soit ~2,9 masses solaires.